# Fuoco e benzina
Fuoco e benzina è un singolo del rapper italiano Emis Killa, pubblicato il 5 ottobre 2018 come secondo estratto dal quarto album in studio Supereroe.

## Descrizione
Seconda traccia dell'album, il brano è stato scritto dal rapper Jake La Furia e narra una forte relazione d'amore tra un rapper e una donna che gli è sempre stata vicina ancor prima del suo successo.

## Tracce
1. Fuoco e benzina – 3:29

## Classifiche

### Classifiche settimanali
| Classifica (2018) | Posizione massima |
| ----------------- | ----------------- |
| Italia            | 2                 |

### Classifiche di fine anno
| Classifica (2019) | Posizione |
| ----------------- | --------- |
| Italia            | 97        |